# Belegaer
Belegaer è un mare di Arda, l'universo immaginario fantasy creato dallo scrittore inglese J.R.R. Tolkien.
È conosciuto anche con il nome di Grande Mare, Mari Separanti. Si trova a ovest della Terra di Mezzo.

## Storia
Prima della Seconda Era, Belegaer si estendeva da Ilmen all'estremo nord, dove un ponte di ghiaccio noto come Helcaraxë connetteva la Terra di Mezzo e Aman, all'estremo sud, dove si univa di nuovo a Ilmen e congelava. Belegaer era più stretto al nord che al sud, con la sua parte più vasta presso l'equatore di Arda.
L'estensione completa di Belegaer dopo l'Akallabêth non è chiarita, ma arriva al nord abbastanza lontano da essere coperto di ghiaccio, e lontano anche al sud. Belegaer corrisponde con (e può avere l'intenzione di essere, poiché la Terra di Mezzo può rappresentare l'Europa) l'Oceano Atlantico ed è forse di larghezza simile.
Il nome è Sindarin, e ha gli elementi Beleg (Possente) e Aer o Eär, che vuol dire Mare, presente anche nel nome Eärendil (Amante del Mare).
Il nome Quenya di Belegaer, mai usato negli scritti pubblicati, è Alatairë.
Prima della fine della Seconda Era, il continente di Aman, casa dei Valar, costituiva il confine occidentale di Belegaer. Prima della rovina del Beleriand alla fine della Prima Era, il mare era ristretto e riempito di ghiaccio al nord, formando lo stretto di Helcaraxë, il Ghiaccio Stridente. Era così possibile passare da Aman alla Terra di Mezzo a piedi, benché difficilmente, come fecero Fingolfin e la sua gente dei Noldor fuggendo da Valinor.
Dopo la Guerra d'Ira Belegaer fu allargato dall'inabissamento di una vasta porzione della Terra di Mezzo, e possibilmente di parti di Aman. Il ponte di ghiaccio al nord simile allo Stretto di Bering fu rimosso, eliminando l'accesso via terra al continente occidentale. Durante l'Akallabêth nella Seconda Era, i mari furono "curvati" e il mondo fu reso sferico. Aman fu rimosso dal mondo per un'altra dimensione, Belegaer bagnò "nuove terre", e solo i prescelti poterono trovare la "Strada Dritta" per Valinor. La nuova estremità occidentale di Belegaer non è mai descritta nelle opere, benché sia indicato che rifugiati Númenóreani la raggiunsero cercando Valinor. Le "nuove terre" sono state paragonate alle Americhe dai fan, benché lo stesso Tolkien non disse mai se ciò fosse vero o no. È anche possibile che la "curvatura" dei mari fu la trasformazione di Arda in una sfera, e così le terre a ovest di Belegaer sarebbero infatti le terre a est della Terra di Mezzo.

## Isole e arcipelaghi
- Tol Eressëa, l'Isola Solitaria presso Aman
- le Isole del Crepuscolo o Isole Incantate presso Tol Eressëa
- Númenor (solo Seconda Era)
- le Isole Occidentali (dopo la Prima Era)
  - Tol Morwen
  - Tol Fuin
  - Himling
- Isola di Balar, nella Baia di Balar (solo Prima Era)
- Tolfalas, nella Baia di Belfalas

## Altri luoghi
- Baia di Eldamar
- Baia di Balar (solo Prima Era)
- il Grande Golfo (solo Prima Era)
- Fiordo di Drengist (solo Prima Era)
- Baia di Ghiaccio di Forochel (dopo la Prima Era)
- Golfo di Lhûn (dopo la Prima Era)
- Baia di Belfalas (dopo la Prima Era)